# Polyrhachis jerdonii
Polyrhachis jerdonii är en myrart som beskrevs av Auguste-Henri Forel 1892. Polyrhachis jerdonii ingår i släktet Polyrhachis och familjen myror. Inga underarter finns listade i Catalogue of Life.